# Franziska Brantner
Franziska Katharina Brantner (Lörrach, 24 de agosto de 1979) es una política alemana, copresidenta del partido Alianza 90/Los Verdes desde 2024 y miembro del Parlamento alemán desde 2013.
Además de su mandato parlamentario, Brantner ha sido Secretaria de Estado Parlamentaria en el Ministerio Federal de Asuntos Económicos y Acción Climática en el gobierno de coalición del canciller Olaf Scholz desde 2021.  En esta capacidad, su cartera incluye asuntos europeos, política comercial y digitalización. Además, también es la Coordinadora Especial del ministerio para la Iniciativa de Transparencia en la Industria Extractiva (EITI).
Brantner fue miembro del Parlamento Europeo de 2009 a 2013.